# Allan Edwall
Allan Edwall, né Johan Allan Edwall à Hissmofors (commune de Krokom, comté de Jämtland, en Suède) le 25 août 1924 et mort d'un cancer à Stockholm (Suède) le 7 février 1997, est un acteur, réalisateur, scénariste, metteur en scène, dramaturge, écrivain et musicien (auteur-compositeur-interprète) suédois.

## Biographie
De 1949 à 1952, Allan Edwall étudie à la Dramatens elevskola de Stockholm (l'école du théâtre dramatique royal — en suédois, Kungliga Dramatiska Teatern, abrégé Dramaten —), où il a en particulier comme condisciple Max von Sydow. En 1950, il débute comme acteur au Dramaten. Là, il interprète soixante-trois rôles (dont bon nombre dans des mises en scène d'Alf Sjöberg), la dernière fois en 1993 ; en outre, lui-même met en scène deux pièces (en 1970 et 1978) et deux autres, qu'il a écrites, sont jouées en 1972 et 1978, toujours au Dramaten. En 1986, il fonde à Stockholm un théâtre indépendant, le Teater Brunnsgatan Fyra (en), où il travaille notamment avec la dramaturge Kristina Lugn (celle-ci, depuis le décès d'Edwall en 1997, en est la directrice artistique).
Au cinéma, où il est acteur entre 1953 et 1989, Allan Edwall collabore entre autres, à plusieurs reprises et dès 1960, avec Ingmar Bergman — qu'il retrouve au théâtre en 1970-1971 —. Mentionnons son rôle (l'un des mieux connus en France) d’Oscar Ekdahl dans le dernier film de Bergman en 1982, Fanny et Alexandre. À la télévision, il participe à des téléfilms (deux sont réalisés par Bergman) et à quelques séries, entre 1958 et 1991. Il est également réalisateur de trois films et de deux téléfilms, dont il est aussi le scénariste (et acteur, s'agissant des films). Notons encore qu'il collabore comme scénariste avec d'autres réalisateurs, sur un film (adapté d'un de ses romans, car il est écrivain à ses heures), un téléfilm et deux mini-séries — voir filmographie ci-dessous —.
Enfin, activité non négligeable dans sa carrière, Allan Edwall est l'auteur-compositeur-interprète de nombreuses chansons dans un style populaire, du genre musique folk. Ainsi, il publie six albums de musique entre 1979 et 1991 (quatre autres seront encore publiés en 2002 et 2005, donc à titre posthume).

## Filmographie partielle

### Comme acteur

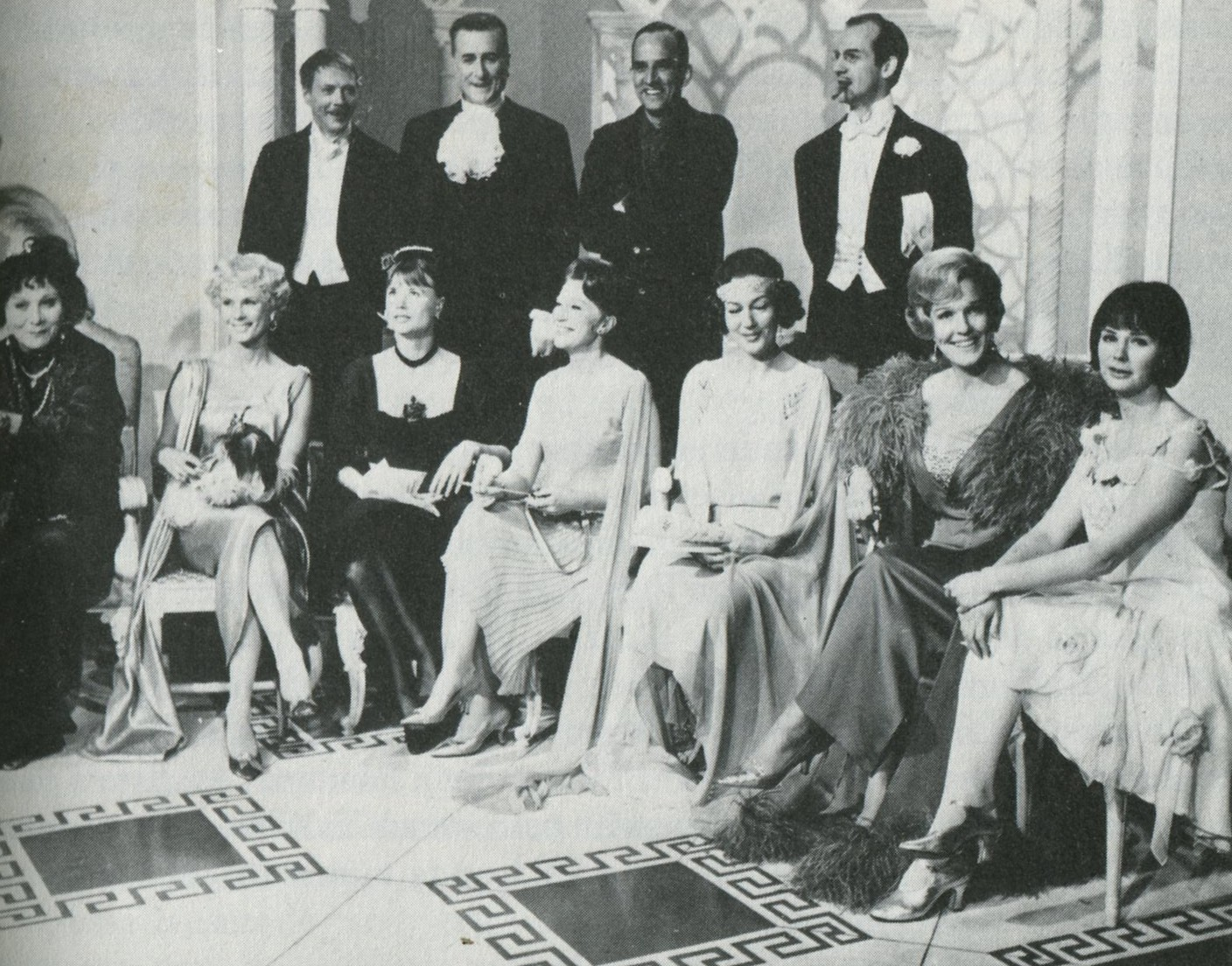
Toutes ses femmes (1964, photo de tournage)
De g. à d. : Allan Edwall, Georg Funkquist, Ingmar Bergman, Jarl Kulle (en haut), Karin Kavli, Bibi Andersson,
Harriet Andersson, Gertrud Fridh, Barbro Hiort af Ornäs, Eva Dahlbeck et Mona Malm (en bas)

#### Au cinéma
- 1955 : Vildfåglar (en) d'Alf Sjöberg
- 1958 : La Charrette fantôme (Körkarlen) d'Arne Mattsson
- 1960 : L'Œil du diable (Djävulens öga) d'Ingmar Bergman
- 1960 : På en bänk i en park d'Hasse Ekman
- 1960 : La Source (Jungfrukällan) d'Ingmar Bergman
- 1962 : Les Communiants (Nattvardsgästerna) d'Ingmar Bergman
- 1964 : Toutes ses femmes (För att inte tala om alla dessa kvinnor) d'Ingmar Bergman
- 1965 : 4x4, film à sketches, segment Uppehåll i myrlandet de Jan Troell
- 1966 : Här har du ditt liv de Jan Troell
- 1969 : Bokhandlaren som slutade bada de Jarl Kulle
- 1970 : Ministern de Jarl Kulle
- 1971 : Les Émigrants (Utvandrarna) de Jan Troell
- 1972 : Le Nouveau Monde (Nybyggarna) de Jan Troell
- 1979 : Du är inte klok, Madicken de Göran Graffman
- 1980 : Sverige åt svenskarna de Per Oscarsson
- 1981 : Tuppen de Lasse Hallström
- 1982 : Fanny et Alexandre (Fanny och Alexander) d'Ingmar Bergman
- 1984 : Ronya, la fille du brigand (Ronja Rövardotter) de Tage Danielsson
- 1986 : Le Sacrifice (Offret) d'Andreï Tarkovski

#### À la télévision
- 1963 : Le Songe (Ett drömspel), téléfilm d'Ingmar Bergman
- 1983 : L'École des femmes (Hustruskolan), téléfilm d'Ingmar Bergman

### Comme réalisateur

#### Au cinéma (+ acteur et scénariste)
- 1969 : Eriksson
- 1984 : Åke och hans värld (en)
- 1987 : Mälarpirater

#### À la télévision (+ scénariste)
- 1984 : Svenska folkets sex och snusk, téléfilm
- 1986 : Den nervöse mannen, téléfilm

### Comme scénariste

#### Au cinéma
- 1983 : Limpan de Staffan Roos (+ acteur et auteur du roman adapté)

#### À la télévision
- 1974 : Engeln, mini-série de Lars Lennart Forsberg (+ acteur)
- 1976 : Engeln II, mini-série de Hans Iveberg (+ acteur)
- 1985 : Det är mänskligt att fela, téléfilm de Peter Schildt

## Théâtre (au Dramaten)

### Comme acteur (liste partielle)
- 1950 : Dunungen de Selma Lagerlöf, avec Renée Björling, Jarl Kulle, Max von Sydow, Ingrid Thulin
- 1950 : Cocktail Party (Cocktailparty) de T. S. Eliot, avec Anita Björk, Gunnar Björnstrand
- 1951 : Comme il vous plaira (titre original : As you Like it - titre suédois : Som ni behagar) et Le Marchand de Venise (titre original : The Merchant of Venice - titre suédois : Köpmannen i Venedig) de William Shakespeare
- 1951 : La Case de l'oncle Tom (titre original : Uncle Tom's Cabin - titre suédois : Onkel Toms stuga) de Harriet Beecher Stowe, avec Max von Sydow
- 1951 : Robin des Bois (titre original et suédois : Robin Hood) d'Owen Davis
- 1951 : Maître Olof (Mäster Olof) d'August Strindberg, mise en scène d'Alf Sjöberg, avec Renée Björling, Jarl Kulle
- 1952 : Antoine et Cléopâtre (titre original : Antony and Cleopatra - titre suédois : Antonios och Kleopatra) de William Shakespeare, avec Jarl Kulle, Inga Tidblad
- 1952 : La Pierre philosophale (De vises sten) de Pär Lagerkvist, mise en scène d'Alf Sjöberg
- 1952 : Colombe (même titre en suédois) de Jean Anouilh, mise en scène de Mimi Pollak, avec Anita Björk, Jarl Kulle
- 1953 : Barabbas, adaptation du roman éponyme de Pär Lagerkvist, avec Jarl Kulle
- 1953 : Roméo et Juliette (titre original : Romeo and Juliet - titre suédois : Romeo och Julia) de William Shakespeare, mise en scène d'Alf Sjöberg, avec Anita Björk, Jarl Kulle
- 1953 : Liolà (même titre en suédois) de Luigi Pirandello, mise en scène de Mimi Pollak, avec Jarl Kulle
- 1954 : L'Escurial (Escorial) de Michel de Ghelderode, mise en scène d'Alf Sjöberg
- 1954 : Bandet d'August Strindberg, avec Eva Dahlbeck, Jarl Kulle
- 1954 : Ouragan sur le Caine (titre original : The Caine Mutiny Court-Martial - titre suédois : Myteriet på Caine), adaptation du roman d'Herman Wouk, avec Lars Hanson
- 1954 : La Farce de Maître Pathelin (Farsen om Mäster Pierre Patelin), auteur réputé anonyme
- 1955 : Le Songe, un jeu de rêves (Ett drömspel) d'August Strindberg, avec Renée Björling, Jarl Kulle, Gunn Wållgren
- 1955 : Macbeth (même titre en suédois) de William Shakespeare, avec Jarl Kulle, Lars Hanson
- 1958 : Hughie (titre original et suédois) d'Eugene O'Neill
- 1958 : Mesure pour mesure (titre original : Measure for Measure - titre suédois : Lika för lika) de William Shakespeare, mise en scène d'Alf Sjöberg
- 1959 : La Puissance des ténèbres (titre original : Власть тьмы - titre suédois : Mörkrets makt) de Léon Tolstoï, mise en scène d'Alf Sjöberg, avec Ulf Palme
- 1959 : Le Bourgeois gentilhomme (Borgare och adelsman) de Molière
- 1959 : Les Trois Sœurs (titre original : Три сестры - titre suédois : Tre systrar) d'Anton Tchekhov, avec Bibi Andersson, Gunn Wållgren
- 1960 : Crimes et Délits (Brott och brott) d'August Strindberg, avec Eva Dahlbeck
- 1960 : Un ennemi du peuple (titre original et suédois : En folkfiende) de Henrik Ibsen
- 1961 : L'Avare (Den girige) de Molière
- 1961 : Les Chaises (Stolarna) d'Eugène Ionesco, mise en scène d'Alf Sjöberg
- 1962 : La Sonate des spectres (Spöksonaten) d'August Strindberg, avec Renée Björling
- 1963 : Schweik dans la Seconde Guerre mondiale (titre original : Schweyk im zweiten Weltkrieg - titre suédois : Svejk i andra världskriget) de Bertolt Brecht, mise en scène d'Alf Sjöberg
- 1964 : Comme il vous plaira (titre original : As you Like it - titre suédois : Som ni behagar) de William Shakespeare, mise en scène d'Alf Sjöberg, avec Bibi Andersson, Anita Björk, Erland Josephson, Mona Malm
- 1970 : Le Songe, un jeu de rêves (Ett drömspel) d'August Strindberg, mise en scène d'Ingmar Bergman, avec Renée Björling
- 1971 : Show (titre original suédois) de Lars Forssell, mise en scène d'Ingmar Bergman, avec Harriet Andersson
- 1977 : La Fundación (Stiftelsen) d'Antonio Buero Vallejo, mise en scène d'Alf Sjöberg, avec Ewa Fröling
- 1978 : Les Corbeaux (Korparna) d'Henry Becque, mise en scène d'Alf Sjöberg, avec Gunn Wållgren
- 1980 : L'École des femmes (Hustruskolan) de Molière, mise en scène d'Alf Sjöberg
- 1993 : Le Retour (titre original : The Homecoming - titre suédois : Hemkomsten) d'Harold Pinter

### Comme metteur en scène
- 1970 : Resa med en annan de Lars Levi Læstadius
- 1978 : Moder Jord de Sun Axelsson et Elsa Grave

### Comme auteur
- 1972 : Välkommen, mise en scène de Mimi Pollak
- 1978 : Någon där ? Ja, någon